# Гаяна на літніх Олімпійських іграх 1988
Гаяну на літніх Олімпійських іграх 1988 року у Сеулі представляли вісім спортсменів (7 чоловіків та одна жінка) у трьох видах спорту — легкій атлетиці, велоспорті та боксі. Прапороносцем на церемонії відкриття Олімпіади був боксер Альфред Томас. Гаяна удесяте брала участь у літніх Олімпійських іграх (у 1948—1964 роках як Британська Гвіана). Гаянські атлети не здобули жодних медалей.

## Спортсмени
| Вид спорту     | Чоловіки | Жінки | Загалом |
| -------------- | -------- | ----- | ------- |
| Легка атлетика | 2        | 1     | 3       |
| Бокс           | 3        | 0     | 3       |
| Велоспорт      | 2        | 0     | 2       |
| Загалом        | 7        | 1     | 8       |

## Бокс
| Спортсмен      | Дисципліна | 1/64                        | 1/32                             | 1/16                   | Чвертьфінал        | Півфінал           | Фінал              | Фінал      |
| Спортсмен      | Дисципліна | Суперник Результат          | Суперник Результат               | Суперник Результат     | Суперник Результат | Суперник Результат | Суперник Результат | Місце      |
| -------------- | ---------- | --------------------------- | -------------------------------- | ---------------------- | ------------------ | ------------------ | ------------------ | ---------- |
| Колін Мур      | до 48 кг   | не брав участі              | Роберт Ішасегі (HUN) L 0–5       | не пройшов             | не пройшов         | не пройшов         | не пройшов         | не пройшов |
| Адріан Кер'ю   | до 63,5 кг | Білал Ель-Масрі (LBN) W 5–0 | Вукашин Добрасинович (YUG) W 4–1 | Райнер Гіс (FRG) L 2–3 | не пройшов         | не пройшов         | не пройшов         | не пройшов |
| Джордж Еллісон | до 71 кг   | не брав участі              | Рей Рівера (PUR) L 0–5           | не пройшов             | не пройшов         | не пройшов         | не пройшов         | не пройшов |

## Велоспорт
Шосейні велоперегони
| Спортсмен     | Дисципліна                             | Фінал        | Фінал        |
| Спортсмен     | Дисципліна                             | Результат    | Місце        |
| ------------- | -------------------------------------- | ------------ | ------------ |
| Байрон Джеймс | індивідуальна шосейна гонка (чоловіки) | не фінішував | не фінішував |

Трекові дисципліни
| Спортсмен    | Дисципліна        | Кваліфікація | Кваліфікація | Раунд 1                                    | Repechage 1                                                 | Раунд 2      | Repechage 2  | Чвертьфінал  | Півфінал     | Фінал        | Фінал      |
| Спортсмен    | Дисципліна        | Час          | Місце        | Суперник час                               | Суперник час                                                | Суперник час | Суперник час | Суперник час | Суперник час | Суперник час |            |
| ------------ | ----------------- | ------------ | ------------ | ------------------------------------------ | ----------------------------------------------------------- | ------------ | ------------ | ------------ | ------------ | ------------ | ---------- |
| Колін Абрамс | спринт (чоловіки) | 11.815       | 21           | Андреа Фачіні (ITA), Кен Карпентер (USA) L | Френк Вебер (FRG), Маріо Понс (ECU), Байлон Бесерра (BOL) L | не пройшов   | не пройшов   | не пройшов   | не пройшов   | не пройшов   | не пройшов |

## Легка атлетика
Трекові і шосейні дисципліни
| Спортсмен        | Дисципліна                   | Попередній забіг | Попередній забіг | Чвертьфінал | Чвертьфінал | Півфінал   | Півфінал   | Фінал      | Фінал      |
| Спортсмен        | Дисципліна                   | Результат        | Місце            | Результат   | Місце       | Результат  | Місце      | Результат  | Місце      |
| ---------------- | ---------------------------- | ---------------- | ---------------- | ----------- | ----------- | ---------- | ---------- | ---------- | ---------- |
| Ослен Барр       | 800 м (чоловіки)             | 1:55.95          | 62               | не пройшов  | не пройшов  | не пройшов | не пройшов | не пройшов | не пройшов |
| Курт Гемпстед    | 110 м з бар'єрами (чоловіки) | 14.88            | 36               | не пройшов  | не пройшов  | не пройшов | не пройшов | не пройшов | не пройшов |
| Мерилін Девардер | біг на 400 метрів (жінки)    | 54.76            | 34               | не пройшла  | не пройшла  | не пройшла | не пройшла | не пройшла | не пройшла |